# Coupe d'Espagne féminine de football 2020-2021
Navigation
Coupe de la Reine 2019-2020 Coupe de la Reine 2021-2022
La Coupe d'Espagne féminine de football 2020-2021, ou Coupe de la Reine, est la 39e édition de cette compétition. La compétition débute le 21 avril 2021 et s'achève le 30 mai 2021.
Les 8 premiers de première division prennent part à la compétition. Les deux finalistes se qualifient pour la Supercoupe d'Espagne.

## Format
Depuis l'édition 2018-2019 du tournoi, les 16 équipes de première division participe à la compétition, tous les tours se jouant en un seul match. Cette saison, en raison de la pandémie de Covid-19, la compétition est revenue à un tournoi à 8 équipes sans huitième de finale, comme le format avant l'édition 2018-2019.

## Calendrier
Le premier tirage au sort du tournoi a lieu le 5 avril 2021.
Lors de la première phase, les équipes qui jouent en Ligue des champions féminine ne peuvent pas s'affronter. Les quarts de finale et les demi-finales sont déterminés par tirage au sort.
La RFEF annonce que les demi-finales et la finale se joueraient au Stade municipal de Butarque, à Leganés, en Espagne.
| Tour             | Date du tirage | Date                   | Matches | Équipes | Détails du format |
| ---------------- | -------------- | ---------------------- | ------- | ------- | --- |
| Quarts de finale | 5 avril 2021   | 21 avril et 5 mai 2021 | 4       | 8 → 4   | Format du tirage au sort : Les participants à la Ligue des champions féminine ne peuvent pas s'affronter. Équipes locales : L'équipe qui est tirée au sort en premier. Type d'éliminatoires : Match simple. |
| Demi-finales     | 12 mai 2021    | 26 et 27 mai 2021      | 2       | 4 → 2   | Format du tirage au sort : Chance du tirage au sort. Équipes locales : Chance du tirage au sort. Type d'éliminatoires : Match simple.                                                                       |
| Finale           | 12 mai 2021    | 30 mai 2021            | 1       | 2 → 1   | Match unique au Stade municipal de Butarque, à Leganés. |

Notes
- Les matches simples se terminant par une égalité seront décidés en prolongation et, si elle persiste, par une séance de tirs au but.

## Tableau
|  | Quarts de finale   | Quarts de finale |                    |      | Demi-finales | Demi-finales |  |  | Finale      | Finale      |
|  | Quarts de finale   | Quarts de finale |                    |      | Demi-finales | Demi-finales |  |  | Finale      | Finale      |
|  |                    |                  |                    |      |              |              |  |  |             |             |
|  | 5 mai 2021         | 5 mai 2021       |                    |      | 26 mai 2021  | 26 mai 2021  |  |  | 30 mai 2021 | 30 mai 2021 |
|  | 5 mai 2021         | 5 mai 2021       |                    |      | 26 mai 2021  | 26 mai 2021  |  |  | 30 mai 2021 | 30 mai 2021 |
|  | Séville FC         | 1                |                    |      | 26 mai 2021  | 26 mai 2021  |  |  | 30 mai 2021 | 30 mai 2021 |
|  | Séville FC         | 1                |                    |      | 26 mai 2021  | 26 mai 2021  |  |  | 30 mai 2021 | 30 mai 2021 |
|  | FC Barcelone       | 4                |                    |      | 26 mai 2021  | 26 mai 2021  |  |  | 30 mai 2021 | 30 mai 2021 |
|  | FC Barcelone       | 4                | FC Barcelone       | 4    |              |              |  |  | 30 mai 2021 | 30 mai 2021 |
|  | 21 avril 2021      |                  | FC Barcelone       | 4    |              |              |  |  | 30 mai 2021 | 30 mai 2021 |
|  |                    | Madrid CFF       | 0                  |      |              |              |  |  | 30 mai 2021 | 30 mai 2021 |
|  | Madrid CFF         | Madrid CFF       | 0                  | 2 ap |              |              |  |  | 30 mai 2021 | 30 mai 2021 |
|  | Madrid CFF         |                  |                    | 2 ap |              |              |  |  | 30 mai 2021 | 30 mai 2021 |
|  | Real Madrid        | 1                |                    |      |              |              |  |  | 30 mai 2021 | 30 mai 2021 |
|  | Real Madrid        | 1                | FC Barcelone       | 4    |              |              |  |  |             |             |
|  | 21 avril 2021      |                  | FC Barcelone       | 4    |              |              |  |  |             |             |
|  |                    | Levante UD       | 2                  |      |              |              |  |  |             |             |
|  | Real Sociedad      | Levante UD       | 2                  | 0    |              |              |  |  |             |             |
|  | Real Sociedad      | 27 mai 2021      |                    | 0    |              |              |  |  |             |             |
|  | Atlético de Madrid | 1                |                    |      |              |              |  |  |             |             |
|  | Atlético de Madrid | 1                | Atlético de Madrid | 0    |              |              |  |  |             |             |
|  | 5 mai 2021         |                  | Atlético de Madrid | 0    |              |              |  |  |             |             |
|  |                    | Levante UD       | 1                  |      |              |              |  |  |             |             |
|  | Levante UD         | Levante UD       | 1                  | 2    |              |              |  |  |             |             |
|  | Levante UD         |                  |                    | 2    |              |              |  |  |             |             |
|  | UDG Tenerife       | 1                |                    |      |              |              |  |  |             |             |
|  | UDG Tenerife       | 1                |                    |      |              |              |  |  |             |             |

## Quarts de finale
| 21 avril 2021 | Real Sociedad | 0 – 1   | Atlético de Madrid | Zubieta, Saint-Sébastien        |                                 |
| 16h30         |               | (0 – 0) | 90+2e Ajibade      | Arbitrage : Eugenia Gil Soriano | Arbitrage : Eugenia Gil Soriano |
| 16h30         | Rapport       |         |                    | Arbitrage : Eugenia Gil Soriano | Arbitrage : Eugenia Gil Soriano |

| 21 avril 2021 | Madrid CFF            | 2 – 1 a. p.           | Real Madrid        | Antiguo Canódromo, Madrid          |                                    |
| 19h00         | Geyse 3e · Borja 110e | (1 – 0, 1 – 1, 1 – 1) | 77e (pen.) Asllani | Arbitrage : Beatriz Cuesta Arribas | Arbitrage : Beatriz Cuesta Arribas |
| 19h00         | Rapport               |                       |                    | Arbitrage : Beatriz Cuesta Arribas | Arbitrage : Beatriz Cuesta Arribas |

| 5 mai 2021 | Levante UD       | 2 – 1   | UDG Tenerife | Ciudad Deportiva, Buñol         |                                 |
| 13h00      | Méndez 11e 90+2e | (1 – 0) | 60e Gavira   | Arbitrage : Olatz Rivera Olmedo | Arbitrage : Olatz Rivera Olmedo |
| 13h00      | Rapport          |         |              | Arbitrage : Olatz Rivera Olmedo | Arbitrage : Olatz Rivera Olmedo |

| 5 mai 2021 | Séville FC | 1 – 4   | FC Barcelone                                             | José Ramón Cisneros Palacios, Séville |                                   |
| 19h00      | Pina 13e   | (1 – 1) | Caldentey 26e · Losada 47e · Putellas 48e · Hansen 90+4e | Arbitrage : Beatriz Arregui Gamir     | Arbitrage : Beatriz Arregui Gamir |
| 19h00      | Rapport    |         |                                                          | Arbitrage : Beatriz Arregui Gamir     | Arbitrage : Beatriz Arregui Gamir |

## Demi-finales
| 26 mai 2021 | Madrid CFF | 0 – 4   | FC Barcelone                                    | Stade municipal de Butarque, Leganés  |                                       |
| 19h00       |            | (0 – 1) | Putellas 16e 70e · Vilamala 51e · Caldentey 66e | Arbitrage : Maria Eugenia Gil Soriano | Arbitrage : Maria Eugenia Gil Soriano |
| 19h00       | Rapport    |         |                                                 | Arbitrage : Maria Eugenia Gil Soriano | Arbitrage : Maria Eugenia Gil Soriano |

| 27 mai 2021 | Atlético de Madrid | 0 – 1   | Levante UD   | Stade municipal de Butarque, Leganés     |                                          |
| 20h00       |                    | (0 – 0) | 90+3e Gálvez | Arbitrage : Ainara Andrea Acevedo Dudley | Arbitrage : Ainara Andrea Acevedo Dudley |
| 20h00       | Rapport            |         |              | Arbitrage : Ainara Andrea Acevedo Dudley | Arbitrage : Ainara Andrea Acevedo Dudley |

## Finale
| 30 mai 2021 | FC Barcelone                                  | 4 – 2   | Levante UD               | Stade municipal de Butarque, Leganés       |                                            |
| 20h00       | Guijarro 5e · Putellas 20e 73e · Torrejón 29e | (3 – 0) | Redondo 59e · Banini 67e | Arbitrage : María Dolores Martínez Madrona | Arbitrage : María Dolores Martínez Madrona |
| 20h00       | Rapport                                       |         |                          | Arbitrage : María Dolores Martínez Madrona | Arbitrage : María Dolores Martínez Madrona |